# Szent Paraszkiva-fatemplom (Feketelak)
A Szent Paraszkiva-fatemplom műemlékké nyilvánított épület Romániában, Kolozs megyében. A romániai műemlékek jegyzékében a  CJ-II-m-B-07687 sorszámon szerepel.